# Tagebau Vereinigtes Schleenhain
Der Tagebau Vereinigtes Schleenhain ist ein Tagebau der Mitteldeutschen Braunkohlengesellschaft (MIBRAG). Er besteht aus den Abbaufeldern Schleenhain, Peres und Groitzscher Dreieck, die vor der Fusion zum Großtagebau als eigenständige Tagebaue betrieben wurden.

## Geografie
Der im zentralen Teil des Weiße-Elster-Beckens etwa 20 km südlich von Leipzig befindliche Tagebau besteht aus den drei Abbaufeldern Peres, Schleenhain und Groitzscher Dreieck, welche bis 1990 als eigenständige Tagebaue fungierten. Im Bereich des Tagebaus, der zu den großen Lagerstätten im Süden der Leipziger Tieflandsbucht gehört, sind vier Flöze qualitativ hochwertiger Kohle (Heizwerte 9,7 bis 11,1 MJ/kg) mit Mächtigkeiten von 2 bis 30 m ausgebildet. Er ist somit der einzige, in dem alle vier abbauwürdigen Flöze des Weiße-Elster-Beckens gewonnen werden.
Die Braunkohle enthält im Mittel etwa 52 % Wasser, 6,5 % mineralische Bestandteile und 1,85 % Schwefel. Der Quecksilbergehalt gehört mit etwa 0,4 mg/kg zu den höchsten der deutschen Braunkohlereviere.
Der Tagebau befindet sich auf dem Areal der Städte Groitzsch im Westen, Neukieritzsch im Osten und Regis-Breitingen im Südosten. Er liegt im sächsischen Landkreis Leipzig.

## Geschichte

### Tagebau Schleenhain (1949–1994)
Im Jahr 1949 erfolgte nördlich von Ramsdorf der Aufschluss des Tagebaus Schleenhain im Zugbetrieb mit 900 mm Spurweite. Die erste Kohle des Tagebaus Schleenhain wurde im Jahr 1953 gefördert. Sie wurde zunächst mit Zügen zu einem Grabenbunker transportiert und dort zwischengelagert. Von dort brachte man die Kohle mit einer über 1.600 Meter langen Schrägbandanlage zur erneuten Zugverladung an die Oberfläche. Der folgende Transport zu den Verbrauchern erfolgte mittels einer Kohlenfernbahn. Die Rohkohle und der Mittelabraum wurden in vier bis fünf Schnitten abgetragen. Dies erfolgte aufgrund der unregelmäßigen Struktur der Kohlenflöze mit den gleichen Grubenbaggern. Seit 1956 wurde der Abraum des Tagebaus im bereits ausgekohlten Teil im Südosten des Areals verkippt. Zur Leistungssteigerung bei der Oberabraumgewinnung erfolgte im Jahr 1982 die Einführung der gebrochenen Förderung. Dabei wurde der Abraum über zwei Grabenbunker vom Abraumzug auf eine Bandanlage umgeschlagen und zu einem Bandabsetzer vom Typ A2Rs-B-8800 transportiert. Für die spätere Gestaltung und Rekultivierung der Kippenoberfläche und des Restloches des benachbarten stillgelegten Tagebaus Haselbach (1955–1977) wurde der kulturfähige Boden im Zugbetrieb zu den Absetzern vom Typ As 1120 befördert. Den auf der Kippe arbeitenden Absetzern As 1600 oder 1120 führte man auch den Mittelabraum zu.
Der Tagebau Schleenhain schwenkte zunächst um die nördlich von Ramsdorf gelegenen Drehpunkte 1 und 2 im Uhrzeigersinn. Dabei wurde im Jahr 1957/58 die zu Hagenest gehörige „Löschützmühle“ devastiert. 20 Personen wurden dabei umgesiedelt. Teile von Kleinhermsdorf/Nehmitz mit insgesamt 70 Einwohnern wurden 1960/61 abgebaggert. Im Jahr 1967/68 erreichte der Tagebau Schleenhain den namensgebenden Ort Schleenhain, wodurch dessen 270 Einwohner umgesiedelt wurden. Auch ein Teilbereich der Schnauder musste durch den Tagebau verlegt werden. 1974 erfolgte eine Verlagerung des Drehpunkts. Während dieser sich bisher im Südwesten von Heuersdorf südlich der Tagesanlagen des Tagebaus Schleenhain befand, wurde nun vom Drehpunkt 3 aus der Bereich nördlich von Heuersdorf im Uhrzeigersinn abgebaggert. Dabei erreichte man im Jahr 1982/83 den im Norden des Abbaugebiets gelegenen Ort Droßdorf (300 Einwohner). Der letzte Ort, der dem Tagebau Schleenhain weichen musste, war Breunsdorf, das zwischen 1987 und 1994 devastiert wurde. 450 Menschen wurden dabei umgesiedelt. Beim Abbruch des Ortes ergrub das sächsische Landesamt für Archäologie, Dresden mit Mitteln der Deutschen Forschungsgemeinschaft die gesamte Fläche des Dorfes.
Zwischen 1949 und 1994 wurden im Tagebau Schleenhain auf einem Areal von 2240 Hektar eine Menge von 325 Millionen Tonnen Kohle gefördert. Dafür wurden 1,072 Milliarden Kubikmeter Abraum abtransportiert. Somit beträgt das Verhältnis von Abraum zu Kohle im Abbaufeld Schleenhain im Durchschnitt ca. 3:1.

### Tagebau Vereinigtes Schleenhain (seit 1995)
Im Gegensatz zu den meisten anderen Tagebauen des Mitteldeutschen und Lausitzer Braunkohlereviers wurde der Tagebau Schleenhain nicht stillgelegt. Wurden bis 1991 vor allem die Veredlungsstandorte Deutzen und Regis-Breitingen beliefert, wurde im Jahr 1993 die weitere Abnahme der Braunkohle aus Schleenhain gesichert. Mit einem Vertrag über die Belieferung des Neubaukraftwerkes Lippendorf bis zum Ende der Laufzeit des Tagebaus wurde die Kohleförderung bis zum Jahr 2040 angestrebt. Dazu wurden 1995 im Ergebnis der Privatisierung der Tagebaue des Mitteldeutschen Reviers der Tagebau Schleenhain und die 1991 gestundeten Tagebaue Groitzscher Dreieck und Peres durch die MIBRAG mbH zum Großtagebau Vereinigtes Schleenhain mit den drei gleichnamigen Abbaufeldern vereinigt. Dieser dient seit 1999 ausschließlich der Kohlenversorgung des Kraftwerks Lippendorf.
Im November 2005 erhielt die MIBRAG die Genehmigung für die Abbaggerung des Ortes Heuersdorf mit seinem Ortsteil Großhermsdorf im Süden von Leipzig, um dadurch den Tagebau Vereinigtes Schleenhain weiter betreiben zu können. Im Zuge der Devastierung des Ortes wurde die Emmauskirche nach Borna umgesetzt.
Nach den planungsrechtlichen Genehmigungen wurde bisher davon ausgegangen, dass der Abbau noch bis 2040 fortgesetzt werden würde. Durch den Kohleausstieg und nach Verhandlungen zwischen der MIBRAG und der Sächsischen Staatsregierung wurde im Januar 2021 bekannt gegeben, dass die MIBRAG auf die Inanspruchnahme der Abbaugebiete Groitzscher Dreieck und Pödelwitz verzichtet. Grund hierfür ist die verkürzte Laufzeit des belieferten Kraftwerk Lippendorf. Infolgedessen ist von einer Stilllegung des Tagebaus spätestens 2035 auszugehen.
Bei Neukieritzsch gab es einen Aussichtspunkt in den Tagebau, der im Jahr 2012 nach Deutzen verlegt wurde.

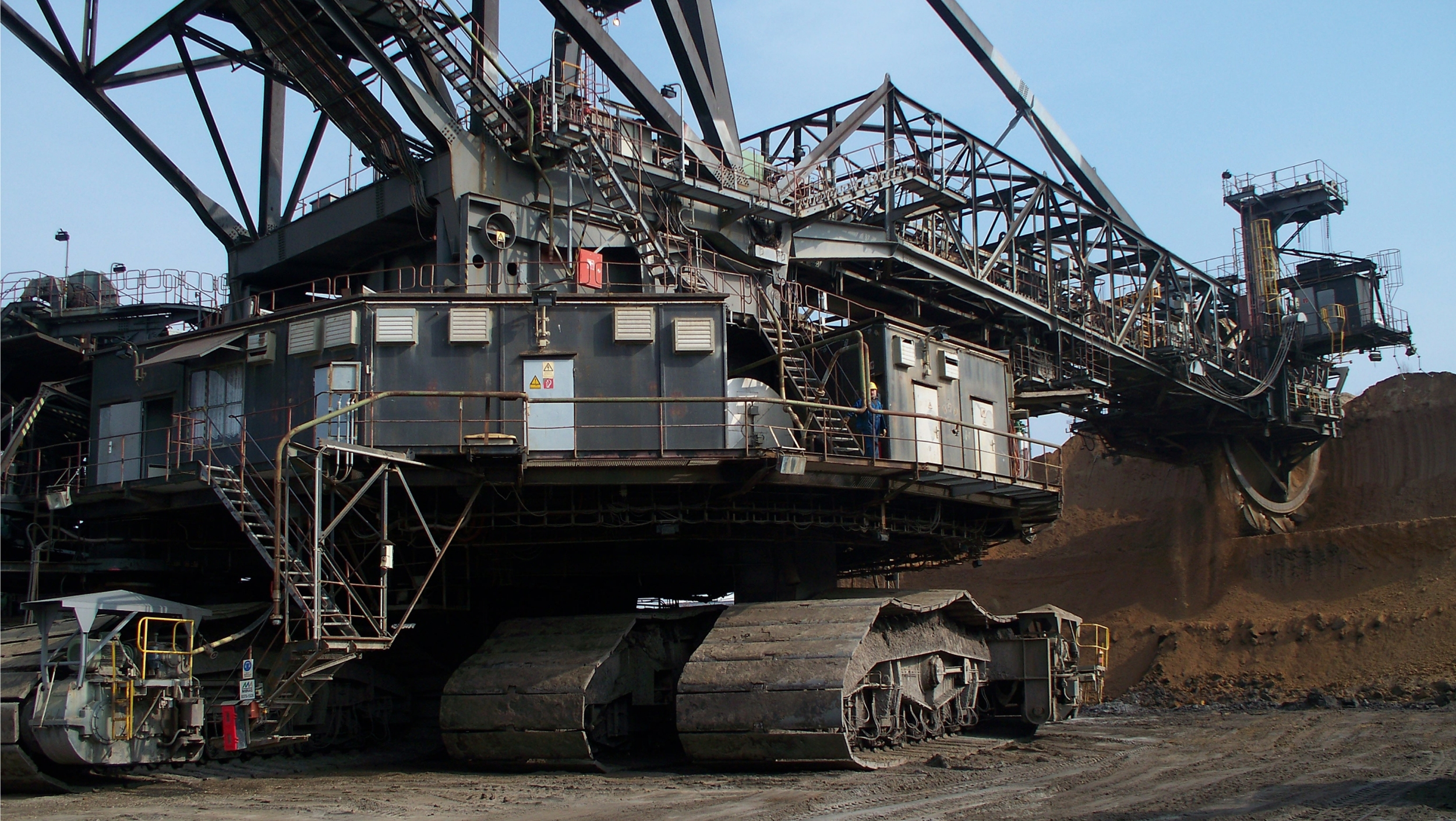
Schaufelradbagger im Tagebau Schleenhain (2009)

## Technik
Die Kohleförderung im Tagebau Vereinigtes Schleenhain erfolgt im Bandbetrieb. Hierzu sind im Tagebau 2 Eimerkettenbagger, 6 Schaufelradbagger und 2 Absetzer tätig.

### Großgeräte im Tagebau
- Eimerkettenbagger 353 ERs 710
- Bandwagen 811 BRs 1400
- Bandwagen 817 BRs 1400
- Bandwagen 825 BRs 1400
- Bandwagen 832 BRs 1600
- Bandwagen 833 BRs 1400
- Absetzer 1119 A2Rs-B 10000.110
- Absetzer 1124 A2Rs-B 10000.110
- Schaufelradbagger 1517 SRs 1300
- Schaufelradbagger 1528 SRs 2000
- Schaufelradbagger 1548 SRs 320
- Schaufelradbagger 1552 SRs 2000
- Schaufelradbagger 1554 SRs 702
- Schaufelradbagger 1566 SRs 703
- Eimerkettenbagger 1701 ERs 1120

(Quelle:)

## Devastierte Orte

### Tagebau Schleenhain (1949–1994)
| Umsiedlungsort                             | Einwohner | Abbaujahr                                                                           |
| ------------------------------------------ | --------- | ----------------------------------------------------------------------------------- |
| Hagenest, OT Löschützmühle                 | 20        | 1957/58                                                                             |
| Kleinhermsdorf / Nehmitz (beide teilweise) | 70        | 1960/61                                                                             |
| Schleenhain                                | 270       | 1967/68                                                                             |
| Droßdorf                                   | 300       | 1982/83                                                                             |
| Breunsdorf                                 | 450       | 1987–1994 geräumt und nach der umfassenden archäologischen Aufnahme 1999 abgerissen |

### Tagebau Peres (1963–1991)
| Umsiedlungsort    | Einwohner | Abbaujahr |
| ----------------- | --------- | --------- |
| Leipen            | 82        | 1965–1966 |
| Piegel            | 67        | 1976–1978 |
| Peres             | 146       | 1982–1983 |
| Wüstung Zöllsdorf | 0         | 1990      |

### Tagebau Groitzscher Dreieck (1974–1991)
| Umsiedlungsort       | Einwohner | Abbaujahr                                                        |
| -------------------- | --------- | ---------------------------------------------------------------- |
| Berndorf (teilweise) |           | 1976                                                             |
| Zschagast            | 35        | 1981                                                             |
| Käferhain            | 124       | 1984 (teilweise abgebaggert, durch Stundung erst weiter ab 2030) |

Die geplante Umsiedlung des Orts Langenhain wurde 1990 gestoppt.

### Tagebau Vereinigtes Schleenhain
| Umsiedlungsort               | Einwohner | Abbaujahr |
| ---------------------------- | --------- | --------- |
| Heuersdorf mit Großhermsdorf | 330       | 2006–2010 |

### Nicht umgesetzte Devastierungen
- Pödelwitz, Ortsteil von Groitzsch, einige Bewohner bereits freiwillig nach Groitzsch umgesiedelt – Abbaufeld Peres
- Obertitz, Ortsteil von Groitzsch – Abbaufeld Groitzscher Dreieck[9]
- Kieritzsch, Ortsteil von Neukieritzsch – Devastierung im Zuge des Aufschlusses eines „Abbaufeldes Kieritzsch“ im Jahr 2011 im Gespräch gewesen[10]

Nach Verhandlungen des Betreibers MIBRAG und der Sächsische Staatsregierung wurde im Januar 2021 bekannt gegeben, dass keine weiteren Orte devastiert und für den Bergbau in Anspruch genommen werden.

## Daten des Tagebaus
- jährliche Förderleistung (Kohle): 9–11 Mio. t
- jährliche Förderleistung (Abraum): 25–30 Mio. t
- jährliche Wasserhebung: 35–40 Mio. m³
- Heizwert der Förderkohle (Durchschnitt): 10,5 MJ/kg

## Nachnutzung und Rekultivierung
Die MIBRAG Neue Energie GmbH betreibt auf der Kippe des Tagebaus in der Nähe von Ramsdorf den Windpark Am Geyersberg mit einer Leistung von insgesamt 6,9 Megawatt. Drei Windenergieanlagen des Typs Siemens Gamesa SWT-2.3-101 wurden 2010 in Betrieb genommen.
Auf früheren Abbauflächen plant die MIBRAG die Errichtung des Windparks Breunsdorf mit einer Leistung von insgesamt 90 Megawatt und investiert rund 100 Mio. Euro. Von ursprünglich 17 geplanten Windenergieanlagen wurden 15 Anlagen auf Rekultivierungsflächen des Tagebaus im Februar 2022 nach Bundes-Immissionsschutzgesetz beantragt. Im August 2023 erhielt die MIBRAG die Genehmigung zur Errichtung und zum Betrieb der Anlagen des Typs GE Wind Energy 6.0-164. Später wechselte die LEAG Renewables GmbH auf die Vestas V162-6.2. Das prognostizierte jährliche Regelarbeitsvermögen des Windparks liegt bei 205 GWh. Zum Vergleich liefert ein Block des Kraftwerks Lippendorf mit 875 MW ca. 6000 GWh pro Jahr.